# Charles Upson
Charles Upson (* 19. März 1821 in Southington, Hartford County, Connecticut; † 5. September 1885 in Coldwater, Michigan) war ein US-amerikanischer Politiker. Zwischen 1863 und 1869 vertrat er den Bundesstaat Michigan im US-Repräsentantenhaus.

## Werdegang
Charles Upson besuchte die öffentlichen Schulen seiner Heimat. Anschließend unterrichtete er zwischen 1840 und 1842 in Farmington selbst als Lehrer. Nach einem anschließenden Jurastudium an der Yale University und seiner im Jahr 1847 erfolgten Zulassung als Rechtsanwalt begann er in Kalamazoo (Michigan) in seinem neuen Beruf zu arbeiten. Zwischenzeitlich hatte er in den Jahren 1846 und 1847 seinen Lebensunterhalt als Lehrer im St. Joseph County verdient. 1847 war er auch bei der Verwaltung dieses Bezirks als Deputy County Clerk angestellt. Von 1848 bis 1849 fungierte er dort als County Clerk. Zwischen 1852 und 1854 war Upson als Staatsanwalt tätig.
Politisch wurde Upson Mitglied der im Jahr 1854 gegründeten Republikanischen Partei. Zwischen 1855 und 1856 saß er im Senat von Michigan. Im Jahr 1856 zog er nach Coldwater, wo er wieder als Anwalt arbeitete. Im Jahr 1857 wurde er Mitglied im Eisenbahnausschuss seines Staates. Von 1861 bis 1862 war Upson Attorney General seines Staates. Bei den Kongresswahlen des Jahres 1862 wurde er im zweiten Wahlbezirk von Michigan in das US-Repräsentantenhaus in Washington, D.C. gewählt, wo er am 4. März 1863 die Nachfolge von Fernando C. Beaman antrat. Nach zwei Wiederwahlen konnte er bis zum 3. März 1869 drei Legislaturperioden im Kongress absolvieren. Diese waren bis 1865 von den Ereignissen des Bürgerkrieges geprägt. In den folgenden vier Jahren entbrannte ein bitterer Konflikt zwischen Upsons Partei und Präsident Andrew Johnson über die Reconstruction in den im Bürgerkrieg besiegten Südstaaten. Der Streit gipfelte in einem im US-Senat knapp gescheiterten Amtsenthebungsverfahren gegen den Präsidenten. Zwischen 1867 und 1869 war Upson Vorsitzender des Ausschusses zur Kontrolle der Ausgaben des Marineministeriums.
Im Jahr 1868 verzichtete Upson auf eine erneute Kandidatur. Zwischen 1869 und 1872 war er Richter im 15. Gerichtsbezirk von Michigan. Im Jahr 1873 gehörte er einer Kommission zur Überarbeitung der Staatsverfassung an. 1876 lehnte er eine Ernennung zum Indianerbeauftragten ab. Ein Jahr später wurde Upson zum Bürgermeister von Coldwater gewählt. 1880 war er noch einmal Mitglied im Staatssenat; anschließend arbeitete er wieder als Rechtsanwalt. Charles Upson starb am 5. September 1885 in Coldwater und wurde dort auch beigesetzt.